# 杰氏拟日月贝
，是莺蛤目光芒海扇蛤科拟日月贝属的一种。主要分布于中国大陆、台湾，常栖息在潮下带、水深200－1051米。